# SOCATA TBM
SOCATA TBM (тепер Daher TBM) — сімейство високопродуктивних одномоторних турбогвинтових легких літальних апаратів комерційного та універсального призначення виробництва Daher. Спочатку він був розроблений спільно американською компанією Mooney Airplane Company та французьким виробником легких літаків SOCATA.
Дизайн сімейства TBM походить від Mooney 301, відносно малопотужного та меншого прототипу Mooney, розробленого на початку 1980-х років. Після придбання Муні французькими власниками, Муні та SOCATA заснували спільне підприємство з метою розробки та виробництва нової, збільшеної конструкції турбогвинтового двигуна, яка отримала назву TBM 700. Наголос був зроблений на швидкості, висоті та надійності конструкції. Після виходу на ринок у 1990 році це був перший високопродуктивний одномоторний пасажирсько-вантажний літак, який надійшов у виробництво.